# Рада и Терновник
«Ра́да & Терно́вник» — российская рок-группа, созданная в 1991 году Радой Анчевской.

## История
Группа «Рада & Терновник» образовалась 7 октября 1991 года, в день рождения Рады Анчевской, выступавшей до этого сольно. Группа стала активно выступать на музыкальных фестивалях и получила известность как психоделическая команда. В 1994 году группа записала и выпустила дебютный альбом «Графика» на Solyd Records. Через год фирма «Триарий» выпустила второй диск — «Печальные звуки».
Группа экспериментировала со стилем, доходя от постпанка до джаза. Но основное оставалось неизменными: сложные, многомерные тексты, вокальные и гитарные импровизации, «шаманские» вокализы Анчевской. Рада (Радислава Анчевская) изучила разные стили вокала — занималась у преподавателя классической, оперной школы Марины Кикиной, прошла четыре курса семинара «Гуделки» у Евгения Дубровского, три курса фольклорного пения у артиста ансамбля Дмитрия Покровского — Дмитрия Фокина, семинары по горловому пению у хакасской шаманки Шончалай Ховенмей. В 1998 году вышел акустический альбом «Где-то сказки были», а также два поэтических сборника. 1999 год отмечен двумя релизами: студийным трип-хоповым диском «Любовь моя печаль» и концертным альбомом «Русский эпос». В 2000 году группа в расширенном составе записала арт-роковый альбом «Холодные времена». В 2001 году — акустический дарк-фолковый диск «Книга о жестокости женщин». В том же году фирма «Мистерия звука» к юбилею группы выпустила сборник лучших песен — «Подлинная история трёх миров 1991—2001». В 2002 году «Рада и Терновник» выпустили альбом — «Саламандра», в 2003-м — акустический альбом «Всё любимое просто».
Группа гастролировала, принимала участие в фестивале «Окна открой!». В 2004 году вышел нео-фолковый альбом «Бессонница», основанный на русской фольклорной мелодике. В том же году совместно с фолк-коллективом «Ясный день» группа создала программу «Женитьба», которая в феврале 2005 году вышла на одноимённом диске. В том же 2005 году вышел диск «Заговоры», в создании которого принимали участие Сергей Летов (саксофон, флейта), Дмитрий Глоба (тибетские трубы, вокал, диджериду и т. п.), Настя Паписова (кельтская арфа), Сергей Старостин (владимирский рожок, калюка), Борис Марков (перкуссия). Группа гастролировала по России с программой «Заговоры», участвовала в фестивалях. Около ста стихотворений Анчевской вошли в сборник «Поэты русского рока».
В 2006—2007 годах Рада и Владимир Анчевские с акустической программой выступают в Латвии, Эстонии, Германии, Финляндии. Параллельно, с Сергеем Летовым и нойз-музыкантом Алексеем Борисовым Анчевская записала проект «Рада и Госплан Трио» — нойз, авангард-джаз, где нет песен, только атональные вокальные импровизации под саксофон Сергея Летова и нойз Алексея Борисова.
Концерты группы стали сопровождаться видеорядом, совмещающим в себе инкские маски, работы художника Георгия Петрова, рисунки австралийских аборигенов и изображения пермских идолов. Группа продолжила поездки с концертами — от Харькова и Красноярска до Парижа и Берлина.
В 2007 году поэт Дмитрий Воденников пригласил коллектив принять участие в презентации книги своих стихов. На презентации исполнялась специально подготовленная программа, в которой стихи Воденникова переплетались с песнями Анчевской. В 2008 году появляется проект «Колыбельная для Кошки» — песни Анчевской, аранжированные и исполненные мультиинструменталистом, театральным режиссёром, композитором Александром Марченко. Кроме записи одноимённого альбома, проект «Колыбельная для Кошки» (Рада Анчевская — вокал, Александр Марченко — миди-гитара, Владимир Анчевский — гитара) концертировал, совмещая исполнение песен с развернутыми инструментальными импровизациями.
В 2009 году в акустическом составе группы вновь появился перкуссионист Джон Кукарямба, играющий на этнической перкуссии и поющий свои шаманские песни. В 2009 году произошло обновление электрического состава группы. Впервые в группе появился клавишник — молодой пианист Фёдор Амиров, совмещающий классическую фортепианную музыку с авангардной импровизацией. В группу пришли прог-роковый басист Владимир Кисляков и арт-роковый барабанщик Дмитрий Синельников. С группой сотрудничал ведущий фри-джазовый саксофонист Сергей Летов.
В 2010 году группа играла на фестивалях «Окна открой!» (Санкт-Петербург), «Пустые Холмы», «Музыка Москва». Велась подготовка к записи нового альбома.
В 2011 году группа выступала в России, Восточной и Западной Европе. Крупные фестивали в Австрии, Латвии, Италии, Франции, Словении приняли коллектив летом-осенью 2011 года. В июле-августе прошли концерты в Польше, Германии, Австрии, Прибалтике. В программе появились новые песни («Летописи», «Крылья»). Своё 20-летие группа отметила большим концертом в московском клубе «16 тонн».
В 2012 году прошёл концерт с электронной программой на фестивале SYSTO. В группу пришёл новый участник — Таис Кислякова (электровиолончель, гудящий барабан, шаманский бубен, вокал). С осени группа начала новый проект «УКОК». Укок — это алтайское плато, священное для алтайцев. Существовавший план проложить через плато газопровод в Китай нарушал сакральность плато, разрушались уникальная природа и курганные захоронения. С программой «УКОК» группа выступила в клубе «16 тонн», на международном фестивале «Femme Fest» и на фестивале «Горбушкин звук».
В 2013 году был выпущен диск «УКОК» в подарочном оформлении. Презентация диска состоялась 24 апреля в московском клубе China-Town-Cafe. Группа совместно с Ногоном Шумаровым приняла участие в программе «Живые» на радио «Маяк». 30 мая было объявлено об остановке работ на плато Укок. В сентябре альбом «УКОК» вошёл в топ-20 профессионального рейтинга World Music Charts Europa. В октябре го группа создала театрализованное представление по книге Клариссы Пинколы Эстес «Бегущая с волками. Женские архетипы в мифах и сказаниях».
В 2014 году группа дала двухчасовой концерт в прямом эфире «Нашего радио». В апреле альбом «УКОК» выиграл премию Курехина в номинации «Этномеханика» как лучший проект в области World music. Группа получила специальный приз от фирмы Gibson — гитару Gibson. В аншлаговом концерте «Бегущая с волками. Продолжение..» принимали участие Анжела Манукян, Габриэль (плоские колокола), Антон Силаев (труба), Кристабель (танец), перфоманс-театр «Сомнамбула». В сотрудничестве с художником Алланом Ранну и хакасской шаманкой Шончалай группа поставила «Сказку о Лунном Медведе» в Культурном центре «Белые облака». Группа расширила состав — с июня стал играть скрипач Дмитрий Шишкин. Звучание группы приблизилось к симфо-року.
В 2015 году состоялись выступления на радио «Маяк», «Эхо Москвы», «Говорит Москва», «Подмосковье», «Своё радио». Завершение программы «Бегущая с волками» — 11 февраля, в большом зале «Б2» с участием танцоров, театра песочной анимации Владимира Дергача, фолк-певицы Алёны Бу и многих других. Состоялось участие в фестивалях «ШОКОфест», «Быть добру!», «Весенний фолк», «Путь к себе», «У Святого князя Владимира», «Иллюминариум», выступление на Триумфальной площади на Дне города. В октябре группа объявила о краудфандинге на Planeta.ru и собрала 439 000[чего?] (более заявленной суммы). На эти деньги прошла запись нового альбома. На гастролях в Архангельске Анчевская познакомилась с архангельским художником Вячеславом Ларионовым, который стал художником нового альбома «Сестры». Также его картины стали использовать для видео-арта концертной программы «Сёстры».
В апреле 2016 года вышел новый студийный альбом «Сёстры» на фирме «Выргород» (подарочное издание, 16-страничный буклет, digipack) и на фирме «Союз» (цифровая дистрибуция). 15 апреля в большом зале клуба «Театръ» прошла презентация альбома при участии Виталия Погосяна (дудук), Ульяны Шулепиной (вокал), Павла Боева (колесная лира).
В 2017 году Вячеслав Ларионов снял клип на композицию «А придёт пора». Съёмки прошли в Архангельской области и в Карелии. Возобновилась электроакустика[уточнить] RADA (Рада Анчевская — электрогитара, вокал, Владимир Анчевский — электрогитара). Европейский гастрольный тур группы включал Вильнюс, Ригу, Амстердам и Хельсинки. Группа начала сотрудничество с артистами театра Буто, отныне выступающими почти на всех концертах.
В 2018 году «Рада & Терновник» снова стала психоделик-рок группой. Произошла смена состава. Отныне на сцене четыре человека — Рада, Владимир Анчевский, Николай Kotovsky, Евгений Кудряшов. Состоялся весенний тур по Прибалтике и Польше. Выступления на ТВ, радио, в московских рок-клубах.
2019 год — Рада в акустике играет большой тур в США, принимая участие в фестивале Jetlag. Группа «Рада и Терновник» с туром «Revival» проезжает через Урал и Сибирь.
2020—2021 — Запись и выпуск альбома «СныВидения». CD под названием DreamsVisions выходит в Австрии, на фирме A-RAM records.В записи альбома принял участие самый низкий голос планеты Альберт Кувезин, поющий кыргыраа (тувинский стиль голового пения, группа ЯТ-КХА), певица Алена Ка Бу, Андрей Жилин (японская флейта сякухати), Кирилл Паренчук (табла) и музыканты группы — Владимир Анчевский, Николай Котовский, Евгений Кудряшов, Рада. На обложке — фотография Рады из фотоистории «Орфей» (художник и фотограф — Евгения Лис). Презентация альбома состоялась в Москве и Санкт-Петербурге. В цифровом виде альбом выпущен «Союз Мьюзик».
2022 — запись и выпуск альбома «Всем* кто идет по небу». Альбом выпущен на CD фирмой «Выргород». LP — американская фирма Trail Records, специализирующаяся на выпуске психоделического рока, в цифровом виде — «Союз Мьюзик». Арт для обложки альбома создан художником Олегом Пащенко в сотрудничестве с ИИ. Состоялась презентация диска. Разрабатывается электроакустическая программа. Вышел в свет клип «Кали-Юга» на одноименную песню с альбома «СныВидения» (режиссер, сценарист и оператор — Дмитрий Стасюк).

## Участники группы

### Текущий состав
- Рада (Радислава) Анчевская — вокал, мелодии, тексты, акустическая гитара, бубен.
- Владимир Анчевский — гитара, звук и аранжировки
- Николай Котовский — бас-гитара
- Евгений Кудряшов — барабаны

### Бывшие участники
- Игорь Черных — бас-гитара
- Владимир Кисляков — бас-гитара
- Василий Стабуров — бас-гитара
- Владимир «Боб» Гочуа — бас-гитара
- Сергей Ребров — бас-гитара
- Михаил Борода Коровин — бас-гитара
- Катя Орлова — бас-гитара, контрабас
- Джон Кукарямба — перкуссия
- Глеб Гусейнов (Данилов) — перкуссия
- Кирилл Россолимо — перкуссия
- Кирилл Паренчук — табла, саксофон
- Татьяна Мизгирева — табла
- Борис Лабковский — саксофон
- Геннадий Лаврентьев — скрипка
- Анна Шленская — конги
- Пётр Бугрименко — фагот
- Елизавета Наливайко — виолончель
- Олег Сакмаров — флейта
- Дмитрий Глазов — ударные
- Алексей Куров — ударные
- Дмитрий Синельников — ударные
- Михаил Плотников — ударные
- Дмитрий Глоба — тибетские трубы, непальская зурна, горловое пение
- Фёдор Амиров — клавишные
- Таисия Кислякова — электровиолончель, шаманский бубен, вокал, гудящий барабан
- Сергей Летов — саксофон (сессионно)
- Дмитрий Шишкин — скрипка

## Дискография

### Студийные альбомы
| №  | Год выпуска | Год записи | Название                    | Лейбл             | Комментарий |
| -- | ----------- | ---------- | --------------------------- | ----------------- | ----------- |
| 1  | 1994        | 1992       | «Графика»                   | SoLyd Records     |             |
| 2  | 1994        | 1993       | «Демо»                      | SoLyd Records     |             |
| 3  | 1996        | 1995       | «Печальные звуки»           | Begemot Music     |             |
| 4  | 1997        | 1995       | «Печальные звуки»           | Триарий           |             |
| 5  | 1999        | 1998-1999  | «Любовь моя печаль»         | UR-Realist        |             |
| 6  | 2000        | 2000       | «Холодные времена»          | UR-Realist        |             |
| 7  | 2001        |            | «Книга о жестокости женщин» | UR-Realist        |             |
| 8  | 2002        |            | «Саламандра»                | UR-Realist        |             |
| 9  | 2003        | 2002-2003  | «Всё любимое просто»        | UR-Realist        |             |
| 10 | 2004        | 2003       | «Бессонница»                | Мистерия звука    |             |
| 11 | 2005        | 2005       | «Заговоры»                  | Выргород          |             |
| 12 | 2016        | 2016       | «Сёстры»                    | Выргород          |             |
| 13 | 2020        | 2020       | «СныВидения»                | A-Ram/Союз Мьюзик |             |

### Концертные альбомы
| № | Год выпуска | Год записи | Название                                         | Лейбл      | Комментарий |
| - | ----------- | ---------- | ------------------------------------------------ | ---------- | --- |
| 1 | 1997        | 1997       | «Live 97» / «Концерт для саксофона в терновнике» | самиздат   | компиляция двух концертных записей — клуб «Табула Раса» (24.09.1997) и ЦДХ (31.10.1997), на обоих концертах Борис Лабковский играет на саксофоне |
| 2 | 1998        | 1998       | «Где-то сказки были»                             | самиздат   | акустический сольный квартирный концерт Рады (30.08.1998)                                                                                        |
| 3 | 1999        | 1999       | «Русский эпос»                                   | UR-Realist | концерт в ЦДХ (02.04.1999) |
| 4 | 2002        | 2001       | «Небесный город»                                 | Выргород   | концерт в театре «Перекрёсток» (08.09.2001) |
| 5 | 2002        | 2002       | «Долги. Том 1. На ухабах»                        | UR-Realist | лимитированное CD издание, концерт в клубе «Вермель» (05.06.2002)                                                                                |
| 6 | 2002        | 2001       | «Долги. Том 2. Полнолуние»                       | UR-Realist | лимитированное CD издание, концерт в ЦДХ (01.11.2002)                                                                                            |
| 7 | 2002        | 2002       | «Долги. Том 3. Оракул»                           | UR-Realist | лимитированное CD издание, акустический концерт в клубе «Оракул божественной бутылки» (10.10.2002)                                               |

### Совместные альбомы
| № | Год выпуска | Год записи | Название                | Лейбл             | Участники                           | Комментарий |
| - | ----------- | ---------- | ----------------------- | ----------------- | ----------------------------------- | ----------- |
| 1 | 2018        | 1992       | «АрОкр»                 | Отделение «Выход» | Рада Анчевская (Цапина), «До мажор» |             |
| 2 | 2005        | 2005       | «Женитьба»              | UR-Realist        | «Рада и Терновник», «Ясный день»    |             |
| 3 | 2008        | 2008       | «Колыбельная для кошки» | Выргород          | Рада Анчевская, Александр Марченко  |             |
| 4 | 2013        |            | «Укок»                  | Выргород          | «Рада и Терновник», Ногон Шумаров   |             |

### Разное
| № | Год выпуска | Год записи | Название                       | Лейбл          | Комментарий |
| - | ----------- | ---------- | ------------------------------ | -------------- | --- |
| 1 | 2001        | 1991-2001  | «Подлинная история трёх миров» | Silver Records | песни со студийных альбомов, неизданных концертов + 4 новые композиции                                                                            |
| 2 | 2008        | 1992-2007  | «Антология»                    | Союз           | CD1 - сборник лучших песен со студийных альбомов CD2. Live - сборник песен с живых выступлений группы DVD - Презентация CD «Саламандра», 2002 год |
| 3 | 2008        | 1993-2007  | «Живое»                        |                | видеозаписи с концертов группы разного периода |

### Участие в сборниках
- «Гражданская оборона. Трибьют» — композиция «Наши», 2002 год
- «Небо-земля» (трибьют «Аквариуму») — композиция «Мы никогда не станем старше», 2003 год
- «На перекрёстках детства. Фантазии на темы Алексея Рыбникова» — композиция «Я тебя никогда не забуду», 2006 год